# Duncan Huisman
Duncan Huisman (ur. 11 listopada 1971 roku w Doornspijk w Geldrii) – holenderski kierowca wyścigowy. Czterokrotnie wygrał Grand Prix Makau. Obok startów w samochodach turystycznych rywalizował też z sukcesami w seriach FIA GT Championship oraz Porsche Supercup. Jego starszy brat Patrick także jest utytułowanym kierowcą wyścigowym.

## Kariera w samochodach turystycznych
Duncan jest dwukrotnym mistrzem Holandii samochodów turystycznych. Tytuły zdobywał w latach 1997 i 2000 za każdym razem kierując samochodem marki BMW.
W latach 2001-2004 rywalizował w European Touring Car Championship, wygrywając nawet w sezonie 2003 tytuł wśród kierowców niezależnych. W 2005 roku seria została przemianowana na World Touring Car Championship, a sam Huisman wziął udział tylko w ostatniej rundzie sezonu na torze w Makau, gdzie odniósł zwycięstwo w wyścigu numer 2, pomimo że był to jego debiutancki weekend w tej serii. W następnym sezonie reprezentował zespół BMW Italy/Spain przez ponad połowę sezonu i ostatecznie został sklasyfikowany na 13. miejscu.
Pod koniec sezonu 2007 znów pojechał na wyścig w Makau, tym razem jednak ze startującym na co dzień w wyścigach BTCC zespołem WSR co od razu zrodziło plotki o jego przejściu do zespołu Team RAC, który był siostrzanym zespołem WSR właśnie w mistrzostwach BTCC. Dodatkowo plotki podsycił fakt, że dotychczasowy kierowca zespołu Tom Onslow-Cole przeszedł do zespołu Triple 8 Race Engineering. Ostatecznie do zespołu dołączył jednak Stephen Jelly, a Huisman nie wystartował w ogóle w BTCC, gościnnie występując jeszcze w dwóch wyścigach WTCC na torze Oschersleben w sezonie 2008.